# Flyin' Shoes
| Recensione     | Giudizio        |
| -------------- | --------------- |
| AllMusic       | [ 1 ]           |
| Sputnikmusic   | 4.0 (Excellent) |
| Piero Scaruffi | [ 3 ]           |

Flyin' Shoes è un album di Townes Van Zandt, pubblicato dalla Tomato Records nel 1978. I brani del disco furono registrati nei primi mesi del 1978 al American Studios di Nashville, Tennessee (Stati Uniti).

## Tracce
Brani composti da Townes Van Zandt, eccetto dove indicato
Lato A
1. Loretta – 3:45
2. No Place to Fall – 3:28
3. Flyin' Shoes – 4:21
4. Who Do You Love – 3:58 (Ellas McDaniel)
5. When She Don't Need Me – 3:09

Lato B
1. Dollar Bill Blues – 2:59
2. Rex's Blues – 2:28
3. Pueblo Waltz – 3:00
4. Brother Flower – 2:52
5. Snake Song – 2:27

## Musicisti
- Townes Van Zandt - chitarra acustica, voce
- Billy Earl McClelland - chitarra acustica, chitarra elettrica, accompagnamento vocale
- Phillip Donnelly - chitarra acustica, chitarra elettrica, accompagnamento vocale
- Chips Moman - chitarra acustica, chitarra elettrica, accompagnamento vocale, ingegnere del suono, produttore
- Randy Scruggs - chitarra acustica, mandolino
- Jimmy Day - chitarra pedal steel
- Gary Scruggs - armonica
- Bobby Emmons - tastiere
- Spooner Oldham - pianoforte
- Tommy Cogbill - basso
- Eddy Anderson - batteria, percussioni
- Billy Burnette - accompagnamento vocale, cori
- Toni Wine - accompagnamento vocale, cori